# Nuevo Belén
Nuevo Belén är en ort i Mexiko.   Den ligger i kommunen Amatenango de la Frontera och delstaten Chiapas, i den sydöstra delen av landet, 900 km sydost om huvudstaden Mexico City. Nuevo Belén ligger 1 271 meter över havet och antalet invånare är 196.
Terrängen runt Nuevo Belén är huvudsakligen bergig, men norrut är den kuperad. Runt Nuevo Belén är det ganska tätbefolkat, med 108 invånare per kvadratkilometer. Närmaste större samhälle är Frontera Comalapa, 19,4 km norr om Nuevo Belén. I omgivningarna runt Nuevo Belén växer huvudsakligen savannskog.